# Нью-Лондон Тауншип (округ Честер, Пенсільванія)
Нью-Лондон Тауншип (англ. New London Township) — селище (англ. township) в США, в окрузі Честер штату Пенсільванія. Населення — 5810 осіб (2020).

## Демографія
Згідно з переписом 2010 року, у селищі мешкала 5631 особа в 1739 домогосподарствах у складі 1515 родин. Було 1788 помешкань
Расовий склад населення:
| - 94,7 % — білих - 1,4 % — чорних або афроамериканців - 0,9 % — азіатів - 1,7 % — осіб інших рас |

До двох чи більше рас належало 1,4 %. Частка іспаномовних становила 4,9 % від усіх жителів.
За віковим діапазоном населення розподілялося таким чином: 31,3 % — особи молодші 18 років, 62,9 % — особи у віці 18—64 років, 5,8 % — особи у віці 65 років та старші. Медіана віку мешканця становила 39,3 року. На 100 осіб жіночої статі у селищі припадало 102,8 чоловіків;  на 100 жінок у віці від 18 років та старших — 102,7 чоловіків також старших 18 років.
Середній дохід на одне домашнє господарство  становив 126 595 доларів США (медіана — 120 306), а середній дохід на одну сім'ю — 134 601 долар (медіана — 129 821). Медіана доходів становила 92 292 долари для чоловіків та 59 702 долари для жінок. За межею бідності перебувало 4,3 % осіб, у тому числі 7,3 % дітей у віці до 18 років та 7,6 % осіб у віці 65 років та старших.
Цивільне працевлаштоване населення становило 3129 осіб. Основні галузі зайнятості: освіта, охорона здоров'я та соціальна допомога — 23,1 %, виробництво — 13,1 %, науковці, спеціалісти, менеджери — 11,9 %.